# Aethiothemis gamblesi
Aethiothemis gamblesi е вид водно конче от семейство Libellulidae.

## Разпространение и местообитание
Видът е разпространен в Демократична република Конго и Замбия.
Обитава гористи местности, блата, мочурища и тресавища.